# Mentalhygien
Mentalhygien är åtgärder för att vårda den psykiska hälsan. Det går att hitta många exempel: Skaffa sig tillräckligt med sömn. Undvika stress. Undvika sprit. Vistas i naturen. Ta vara på dagsljuset, och särskilt under den mörka årstiden ta vara på de få soltimmarna. Vårda vänskapsband. Skaffa sig aktiviteter i linje med djupt kända intressen. Skaffa sig motion. Bli medveten om sina beslut. Protestera mot kränkningar och orättvisor.
Enligt Nationalencyklopedin är termen lanserad av amerikanen Clifford Whittingham Beers. Beers hade själv vistats på mentalsjukhus i tre år och hans bok A Mind That Found Itself, som anses vara den mentalhygieniska rörelsens grunddokument, är en beskrivning av hans tillfrisknande samt en kritik mot vården på institutionerna. I samarbete med psykiatern Adolf Meyer grundade han den första mentalhygieniska organisationen 1908 i Amerika. Rörelsen hade såväl socialpolitiska mål om prevention samt mål om reformering av den anstaltsbundna psykiatrin, på agendan. Tanken om psykisk harmoni och självförverkligande i samspel med social ordning är rörelsens utmärkande drag. Efterhand kom mentalhygienen att influeras av psykoanalys, särskilt jagutvecklingen, och under 1940−70-tal var den ett självklart inslag i psykologisk, social och pedagogisk utbildning.